# Leerdam

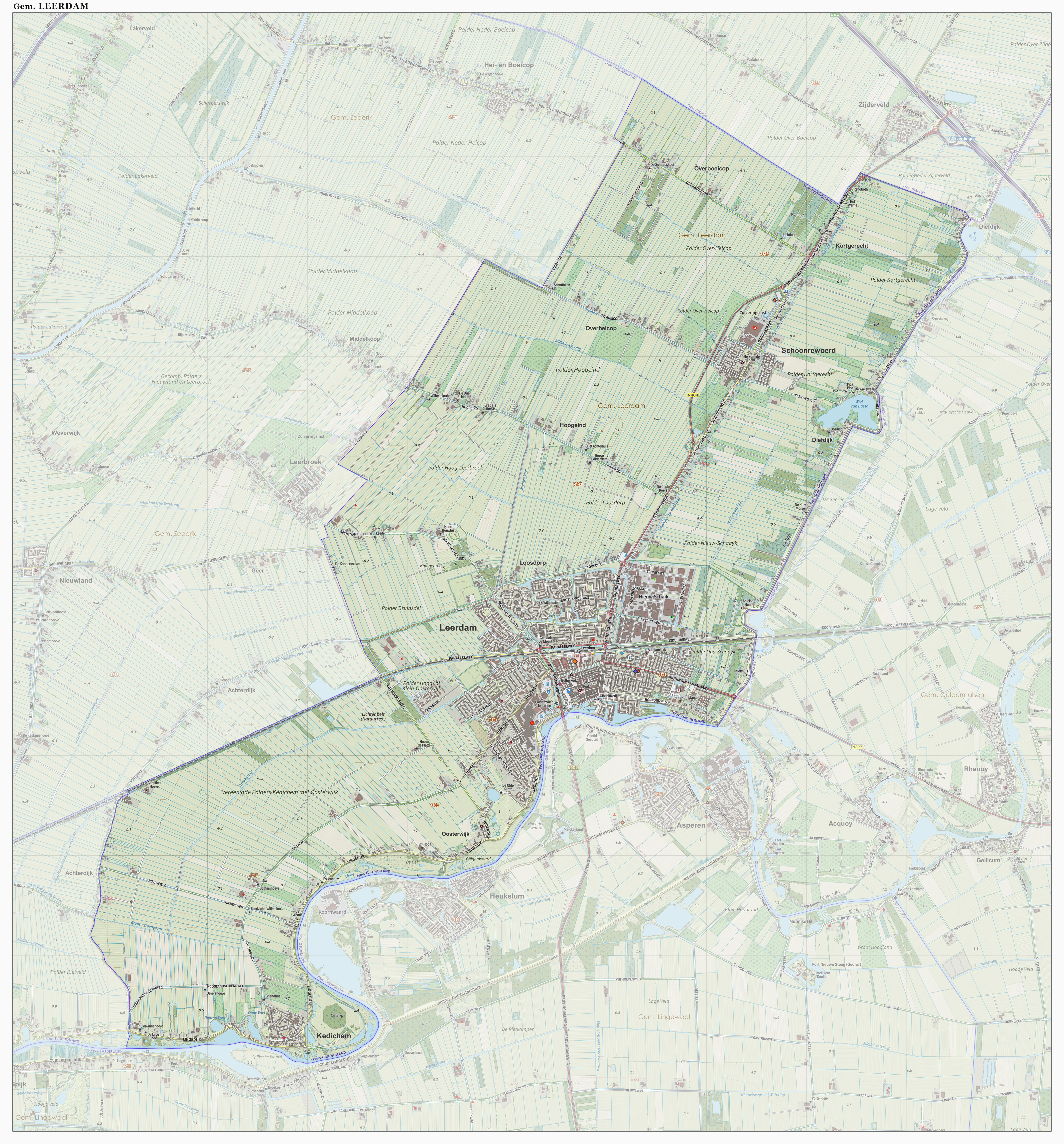
Topografische kaart van de voormalige gemeente Leerdam

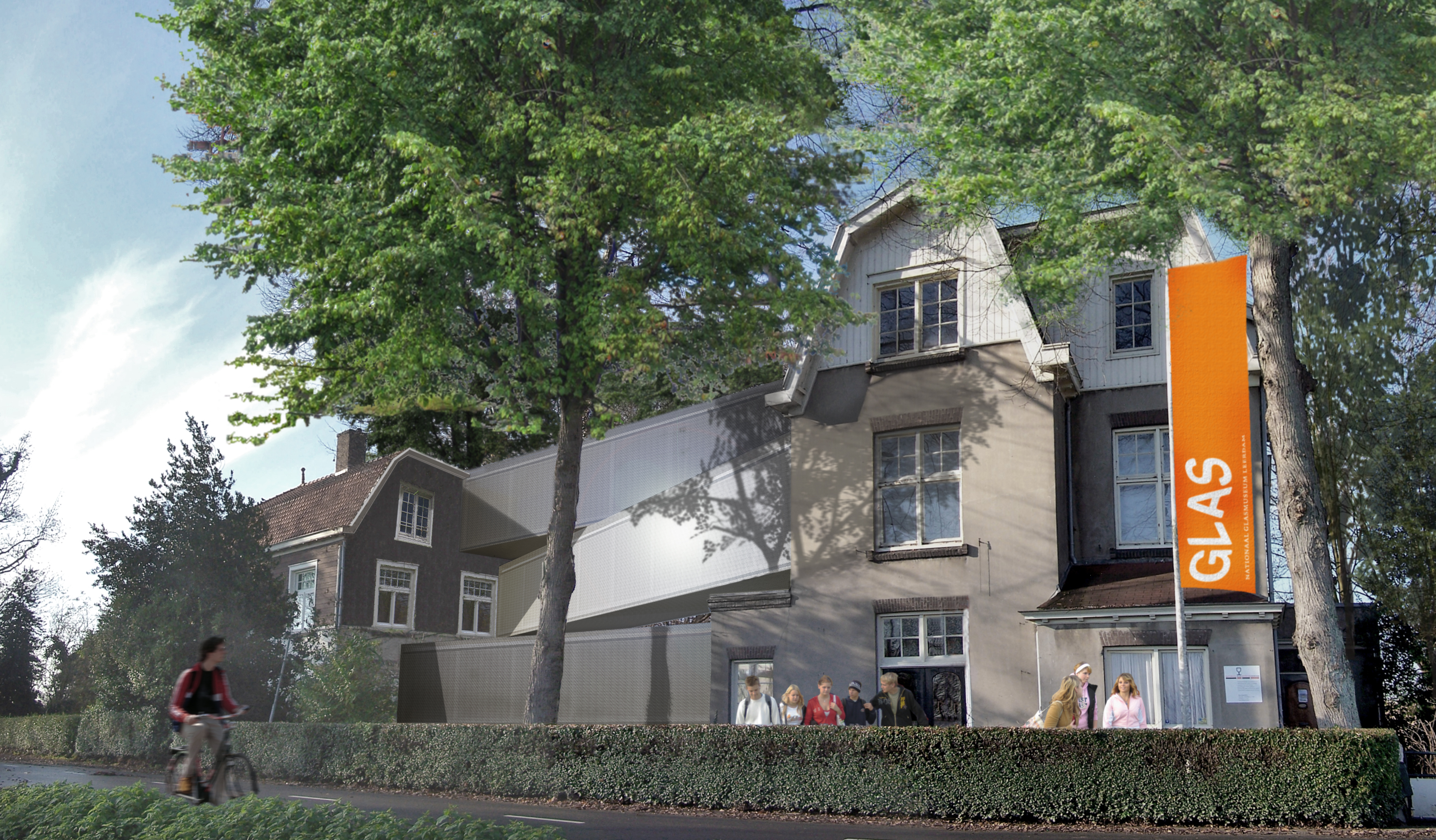
Nationaal Glasmuseum

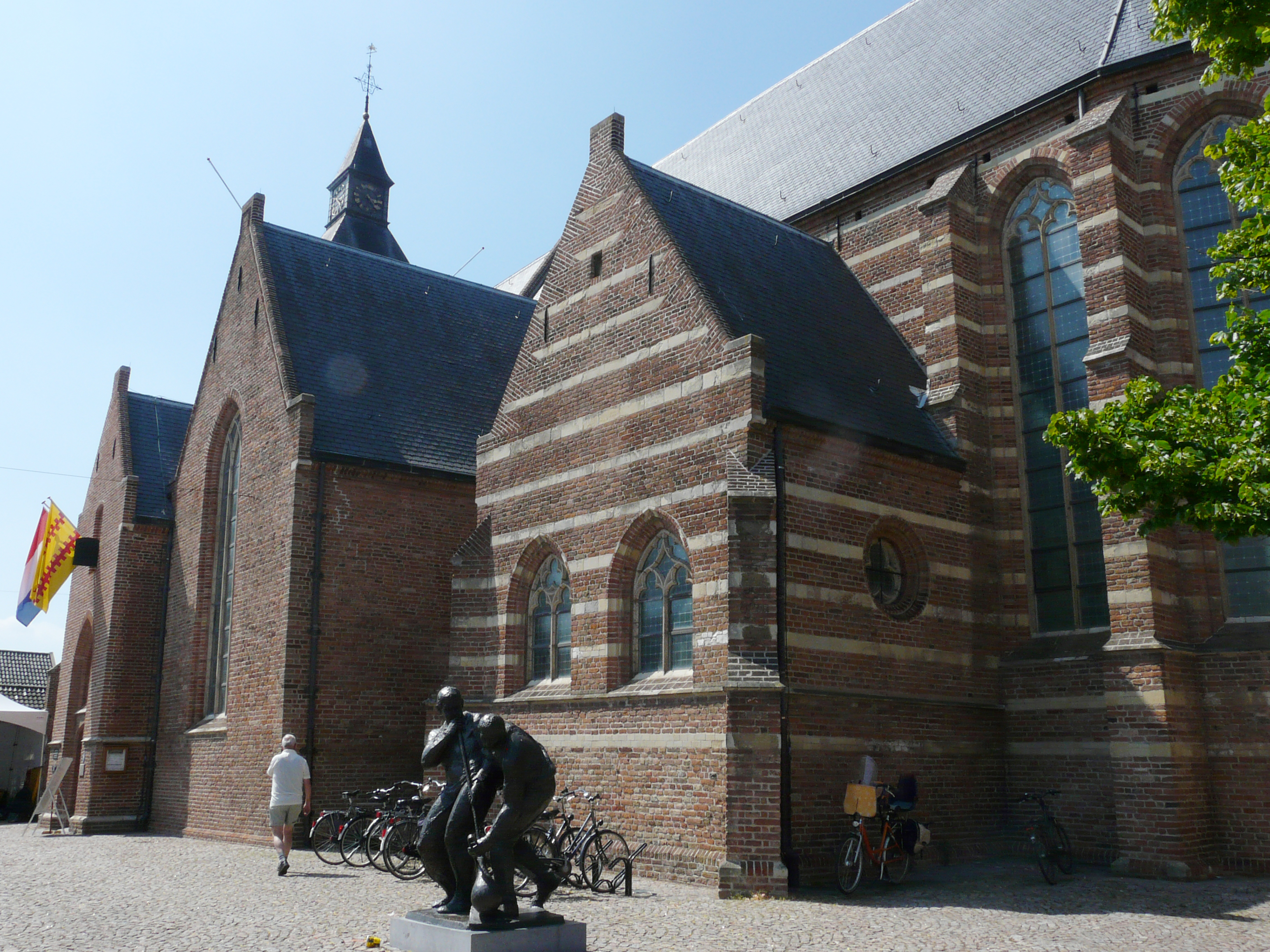
Grote Kerk

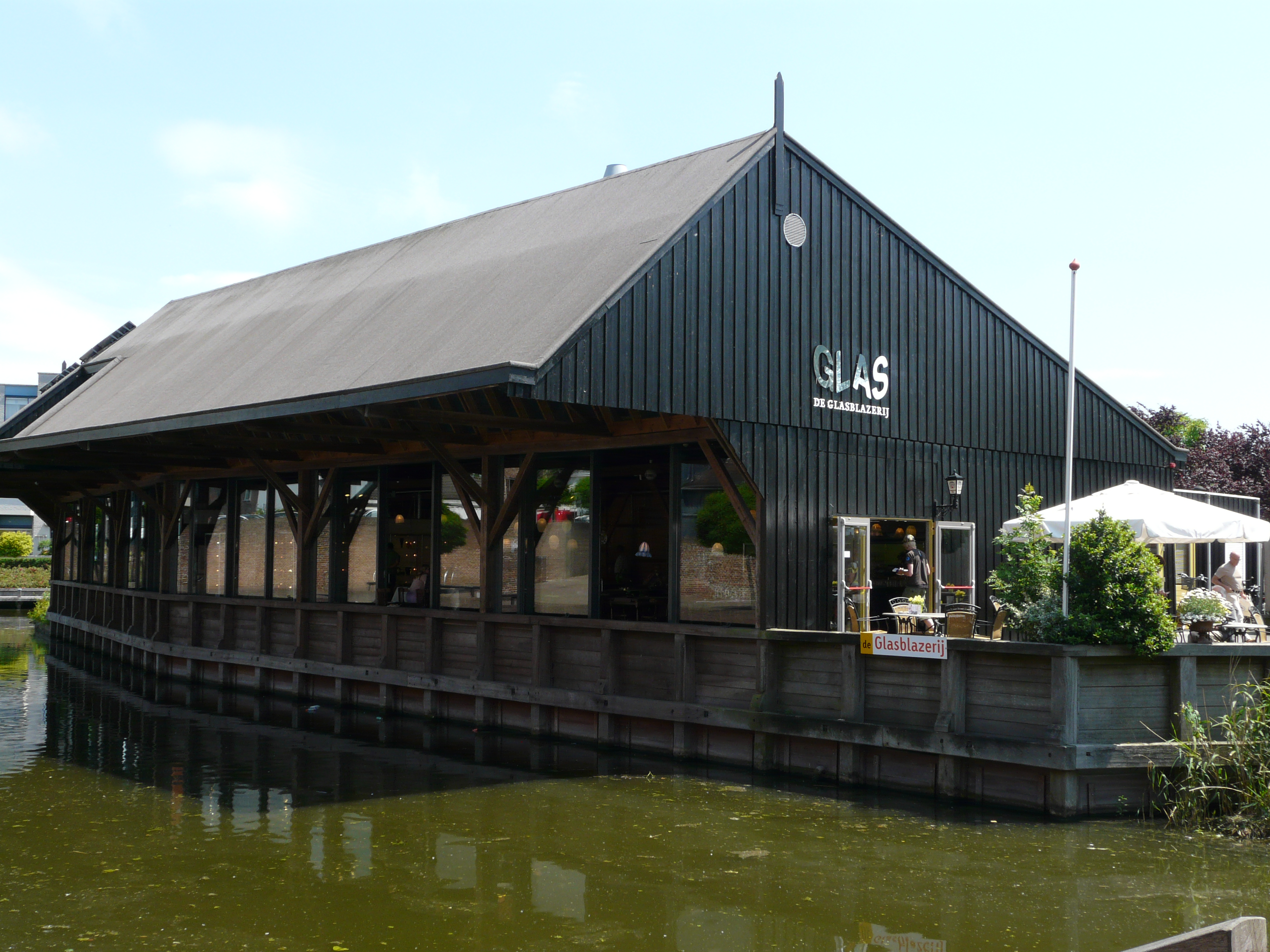
Glascentrum

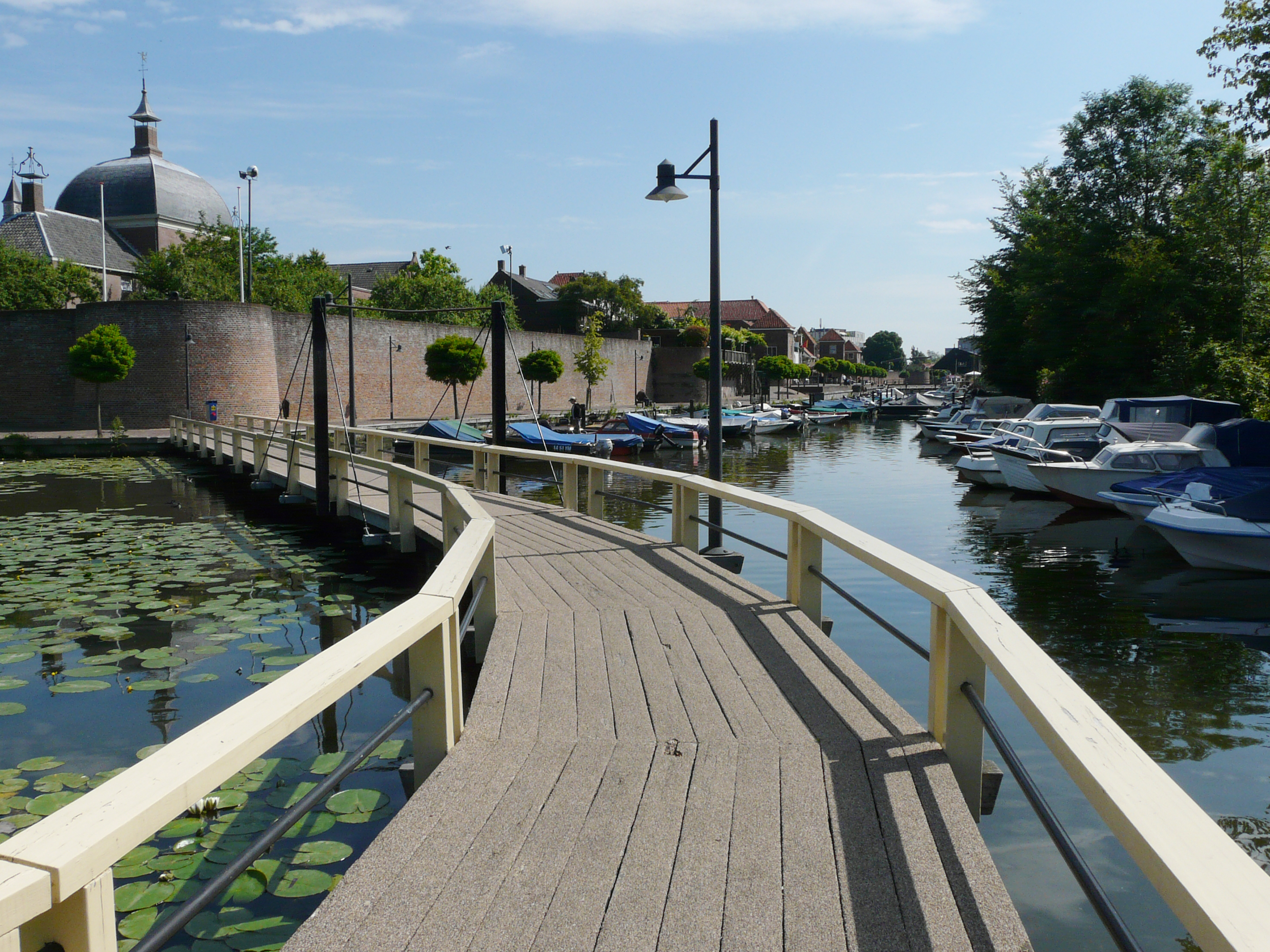
Haven

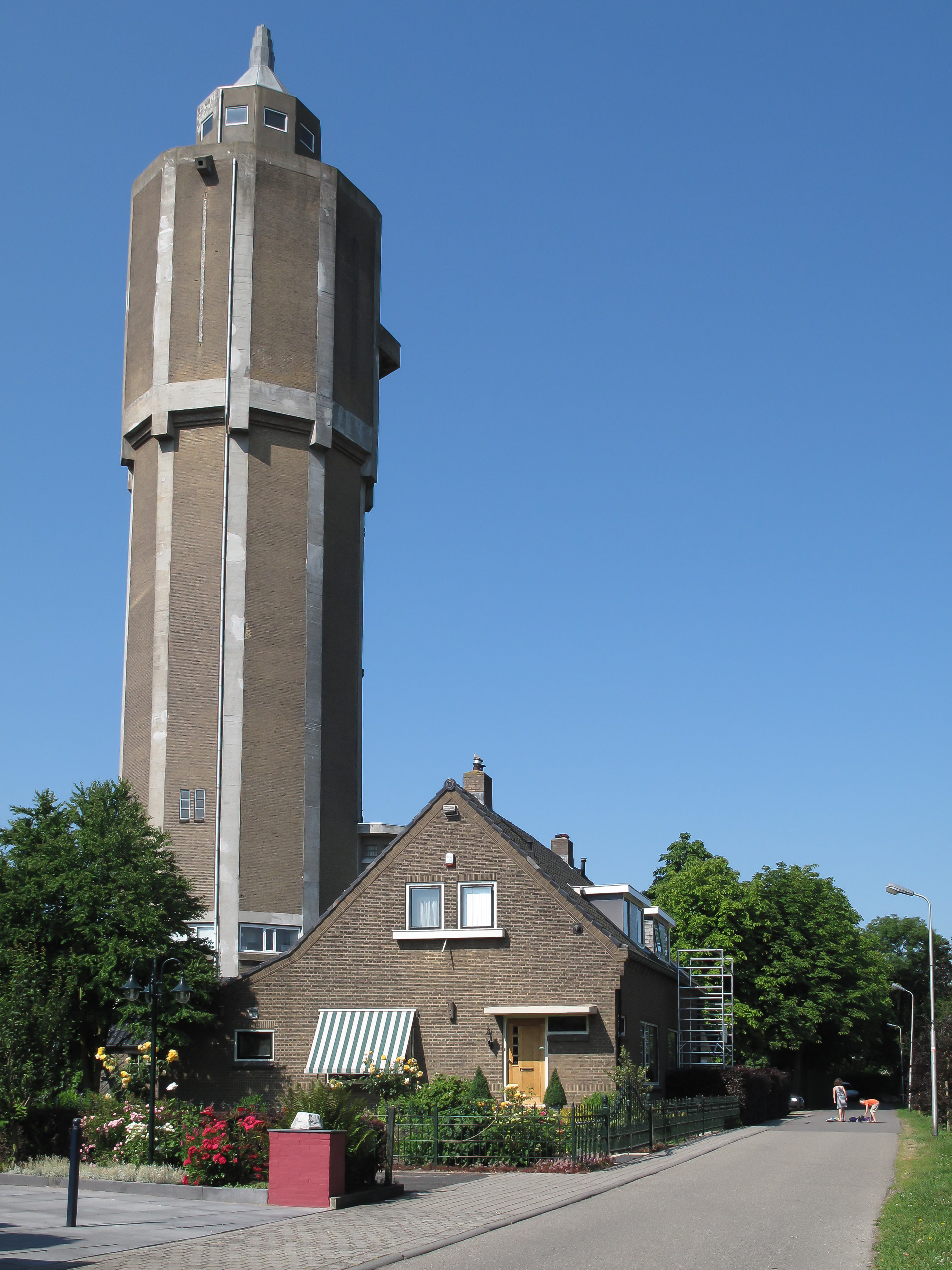
Watertoren

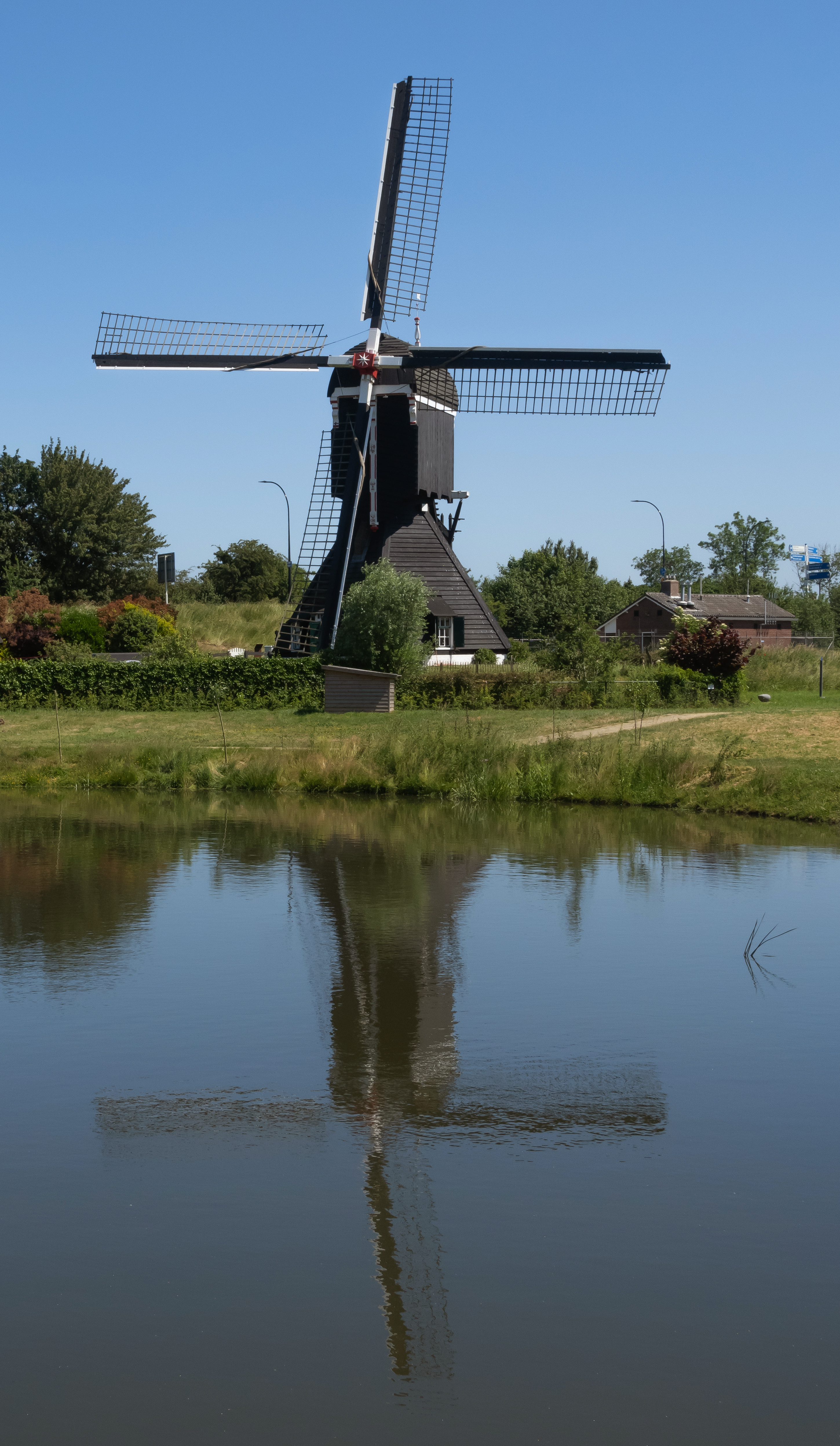
Molen Ter Leede

Leerdam (uitspraakⓘ) is een stad en voormalige gemeente in de gemeente Vijfheerenlanden, in de Nederlandse provincie Utrecht (tot 1 januari 2019 in de provincie Zuid-Holland). Leerdam is met 19.593 inwoners op 1 januari 2023 de grootste plaats binnen de gemeente en het gemeentehuis is er gevestigd.

## Gemeentelijke fusies
Op 1 januari 1986 werden de gemeentes Schoonrewoerd en Kedichem (met het dorp Oosterwijk) bij de gemeente Leerdam gevoegd.
Per 1 januari 2019 ging de gemeente Leerdam op in de nieuw gevormde gemeente Vijfheerenlanden, die deel ging uitmaken van de provincie Utrecht. Per 1 januari 2018 waren de ambtelijke organisaties van de drie gemeenten Leerdam, Vianen en Zederik al samengegaan.

## Geschiedenis
Leerdam komt voor het eerst ter sprake in 1143 en wordt vermeld als Ter Lede of Ter Leede. Het is op dat moment een heerlijkheid van de Heren van der Lede, waaruit het geslacht Van Arkel ontsproot. De heren hebben het in hun bezit tot 1305 waarna het gebied in handen komt van de heren van Arkel. In 1382 verkrijgt Leerdam stadsrechten van Otto van Arkel, Leerdam ontving een tweede keer stadsrechten in 1407 van Willem VI van Holland.
Na de Arkelse Oorlogen (1401-1412) werd het leen van Arkel door Holland ingevorderd. In 1428 verkreeg het huis Egmont het gebied tot halverwege de 15e eeuw, waarna het aan het huis Oranje-Nassau kwam.
De rivier de Linge, omgeven door rietwallen en veel waterlelies, bepaalt mede de sfeer van het landschap. De stad ligt in het oostelijke gedeelte van de Vijfheerenlanden.
De historie van Leerdam kan worden gevonden in goed bewaarde historische gebouwen zoals de Grote Kerk, het Hofje van Mevrouw Van Aerden, de overgebleven en gedeeltelijk gerestaureerde stadsmuren van de Zuidwal en het Oude Raadhuis.
Aan de gracht aan de zuidkant van de stad stond ooit een kasteel, het Kasteel van Leerdam. Dit is compleet verwoest door de Spanjaarden in 1574 en nooit meer opnieuw opgebouwd. Niet lang daarna, kwam Maria van Oranje in Leerdam wonen. Zij bestuurde voor haar broer het graafschap. In 1770-1772 bouwde men hier het vrouwenhofje: het Hofje van Mevrouw Van Aerden. Dit is nu een museum.
Van de molens die de polders bemaalden, is de wipmolen Ter Leede bewaard gebleven.
De monumentale stadsmuur aan de Zuidwal en de grachten laten zien hoe versterkt de stad Leerdam was. Er waren 4 poorten in de stadsmuur. Deze poorten zijn echter in de 19e eeuw gesloopt.
In de Kerkstraat, tegenover het Hofje van Mevrouw van Aerden bevond zich het Schoonhuis of Drossaardshuis. Het enige wat er nu nog van over is, is het poortje met daarboven de tekst “Vriheyt en is om gheen gelt te coop”. Tegenwoordig is het de ingang van een winkel.
In de jaren 10 en 20 van de 21e eeuw werd Leerdam uitgebreid naar het westen met nieuwbouw.

## Industrie
Vanaf de 18e eeuw werd het stadsleven sterk beïnvloed door de glasfabriek en de houtindustrie. De Glasfabriek Leerdam stond ook bekend als de Royal Leerdam. Glasblaasdemonstraties worden gegeven in de glasblazerij van het Nationaal Glasmuseum aan de Zuidwal te Leerdam.
De stad geniet verder bekendheid door Leerdammer kaas, die echter in het naburige Schoonrewoerd wordt geproduceerd.

## Toerisme en musea
- Aquazoo Leerdam
- Hofje van Mevrouw Van Aerden
- Nationaal Glasmuseum
- Glascentrum Leerdam
- Nederlands Bridge Museum
- Statenbijbelmuseum
- Grote Kerk
- Oude Raadhuis
- Kanotochten en rondvaarten over de Linge
- Fietstochten en Fietsverhuur
- Wandelroute: Tussen Leerdam en het Gelderse dorp Beek ligt het 98 kilometer lange Lingepad. Het Lingepad maakt deel uit van de Europese wandelroute E8.

### Monumenten
In de voormalige gemeente zijn er een aantal rijksmonumenten en oorlogsmonumenten, zie:
- Lijst van rijksmonumenten in Leerdam (plaats)
- Lijst van rijksmonumenten in Vijfheerenlanden
- Lijst van oorlogsmonumenten in Leerdam

### Kunst in de openbare ruimte
In Leerdam zijn diverse beelden, sculpturen en objecten geplaatst in de openbare ruimte, zie:
- Lijst van beelden in Leerdam

## Evenementen
- Leerdamse vrijmarkt
- Glasstadmars: Jaarlijkse wandelevenement met ca. 3000 deelnemers.
- Laatste weekend september: Wandeltocht De 80 van de Glasstad. Dit is een Kennedymars, waarbij wandelaars 80 km afleggen.

### Markt en koopavond
- Markt is op donderdagmorgen van 8:30 tot 12:30 uur in de binnenstad. Sinds 12 april 2012 is de weekmarkt verhuisd van het Dokter Reilinghplein naar de straten in de binnenstad, waaronder de Fonteinstraat, Kerkstraat en de Markthof.
- Koopavond in het centrum van Leerdam is op vrijdagavond.

## Wijken
De stad Leerdam is bestuurlijk ingedeeld in de volgende wijken en buurten:
- Leerdam-Centrum

Centrum Noord
Centrum Zuid
- Leerdam-Oost

Oranjebuurt-Noord
Oranjebuurt-Zuid
Varsseveld
- Leerdam-Noord

Drossaardsbuurt
Florabuurt
Eiland
Ter Leede
Vogelbuurt
- Leerdam-West

Raadsliedenbuurt
Staatsliedenbuurt
Bomenbuurt
Glasfabriek
Spartaveld
Achter de Pijp
Broekgraaf-Noord
Broekgraaf-Zuid
- Bedrijventerrein Nieuw Schaik

## Onderwijs
Leerdam telt elf basisscholen en twee scholen voor voortgezet onderwijs.
Basisscholen:
- Basisschool Floris Radewijnsz
- Basisschool Het Mozaiek
- CBS Koningin Wilhelmina
- CBS Juliana
- CBS Klim Op
- El Boukhari
- Johannes Calvijnschool
- OBS de Sterrenkijker
- OBS de Hobbitstee
- Kindcentrum Broekgraaf met twee basisscholen: Jenaplanschool De Wilgenhoek en De Klimop en kinderopvang Dichtbij

Voortgezet onderwijs:
De Joost (basis- en kaderberoeps)
Het Heerenlanden (mavo, havo, vwo en tweetalig vwo (tto))

## Sportverenigingen
Sportverenigingen in Leerdam zijn onder meer de voetbalclubs Leerdam Sport '55 en LRC Leerdam, de hockeyvereniging HC Leerdam en de roeivereniging RV Leerdam.

## Verkeer en vervoer
Leerdam ligt aan de spoorlijn (Elst-) Geldermalsen - Dordrecht. Leerdam werd in 1883 aangesloten op deze spoorlijn. Tussen 2007 en 2018 wordt de lijn geëxploiteerd door Arriva en heeft de naam MerwedeLingelijn gekregen. Sinds 9 december 2018 verzorgt Qbuzz het treinvervoer op de MerwedeLingelijn als R-net, de trein rijdt elk halfuur richting Geldermalsen en Dordrecht. Leerdam heeft een spoorwegstation met een stationsgebouw uit 1881 (in gebruik als restaurant) en een door Cees Douma ontworpen stationsgebouw uit 1987 (met een ander restaurant/snackbar).
Openbaar vervoer per bus van Arriva, Qbuzz en U-OV met:
- Lijn 85 Leerdam - Schoonrewoerd - Vianen - Utrecht Centraal, Jaarbeurszijde (streekbus U-OV)
- Lijn 260 Leerdam - Asperen - Beesd - Enspijk - Deil - Geldermalsen (buurtbus Arriva)
- Lijn 650 Leerdam - Rhenoy - Rumpt - Beesd - Culemborg (schoolbus Arriva)
- Lijn 660 Leerdam ← Asperen (schoolbus Arriva)
- Lijn 673 Leerdam - Asperen - Heukelum - Spijk - Gorinchem (schoolbus Arriva)
- Lijn 704 Leerdam - Kedichem - Arkel (buurtBuzz Qbuzz)
- Lijn 903 U-flex Vijfheerenlanden

## Zetelverdeling gemeenteraad
De gemeenteraad van Leerdam bestond uit 19 zetels. Hieronder staat de samenstelling van de gemeenteraad sinds 1994:
| Partij                              | 1990 | 1994 | 1998 | 2002 | 2006 | 2010 | 2014 |
| ----------------------------------- | ---- | ---- | ---- | ---- | ---- | ---- | ---- |
| Leerdam 2000                        | -    | 6    | 5    | 5    | 3    | 4    | 6    |
| PvdA                                | 5    | 4    | 4    | 4    | 6    | 4    | 3    |
| CDA                                 | 4    | 3    | 3    | 3    | 3    | 3    | 3    |
| SGP                                 | 2    | 2    | 2    | 3    | 3    | 3    | 3    |
| ChristenUnie*                       | 2    | 2    | 1    | 2    | 2    | 2    | 2    |
| VVD                                 | 2    | 2    | 3    | 2    | 2    | 3    | 2    |
| Protestants-Christelijke Combinatie | -    | -    | 1    | -    | -    | -    | -    |
| Lijst Peels                         | 2    | -    | -    | -    | -    | -    | -    |
| Totaal                              | 17   | 19   | 19   | 19   | 19   | 19   | 19   |

De ChristenUnie werd in van 1990 tot 1998 vertegenwoordigd door de RPF, een van haar voorgangers.

## Religieuze gebouwen
Leerdam kent een groot aantal kerken en twee moskeeën. Opvallend zijn vooral de vele reformatorische kerken, onder meer een gereformeerde gemeente (573 leden), een gereformeerde gemeente in Nederland (647 leden) en een christelijk gereformeerde kerk (321 leden).

## Stedenband
Leerdam heeft een stedenband met:
- Pfinztal (Duitsland), sinds 1988

## Graaf van Leerdam
De Nederlandse koning Willem-Alexander voert de adellijke titel Graaf van Leerdam. Zie Titels van de Nederlandse koninklijke familie.

## Fotogalerij

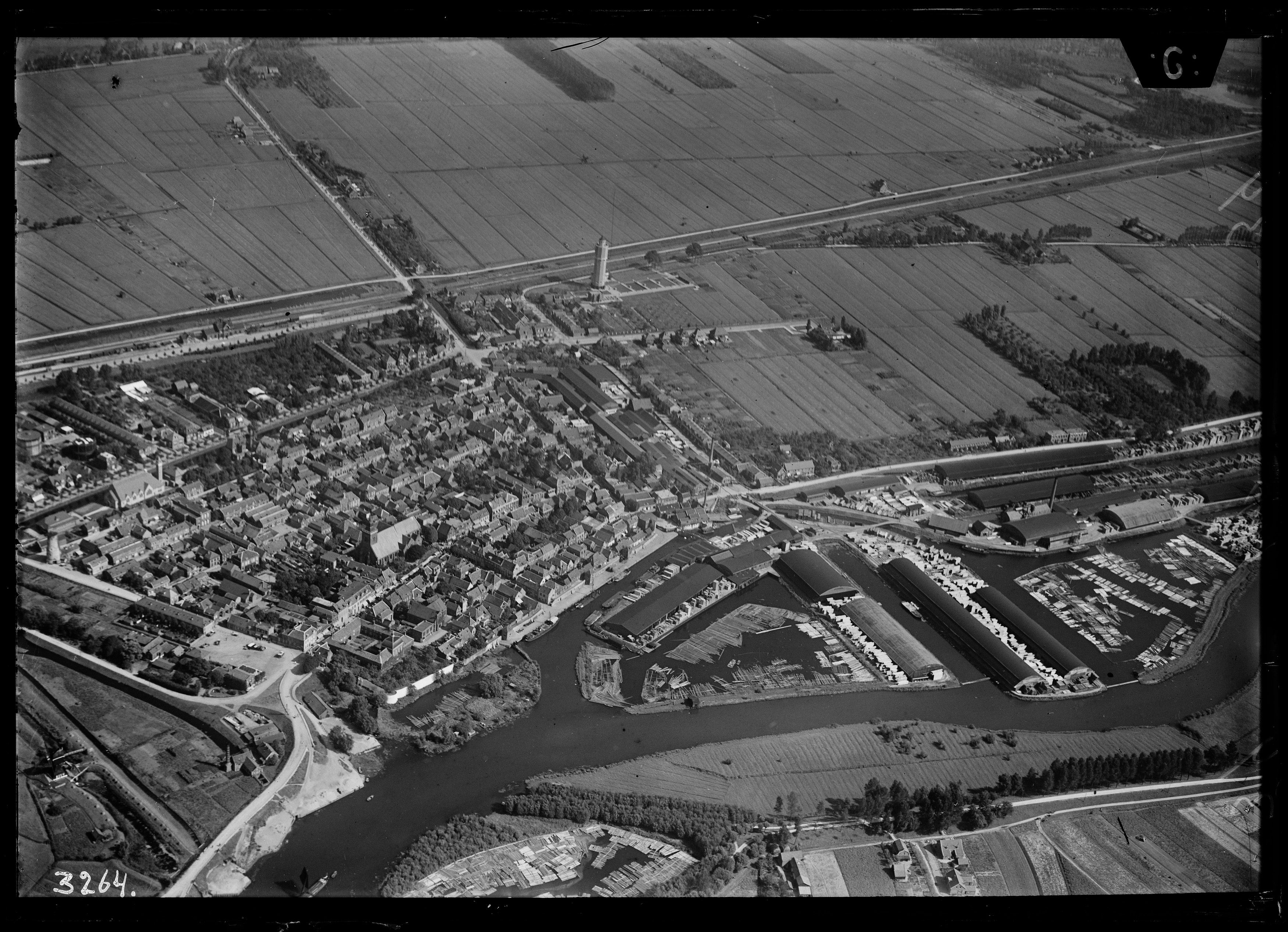
Luchtfoto uit de periode 1920-1940
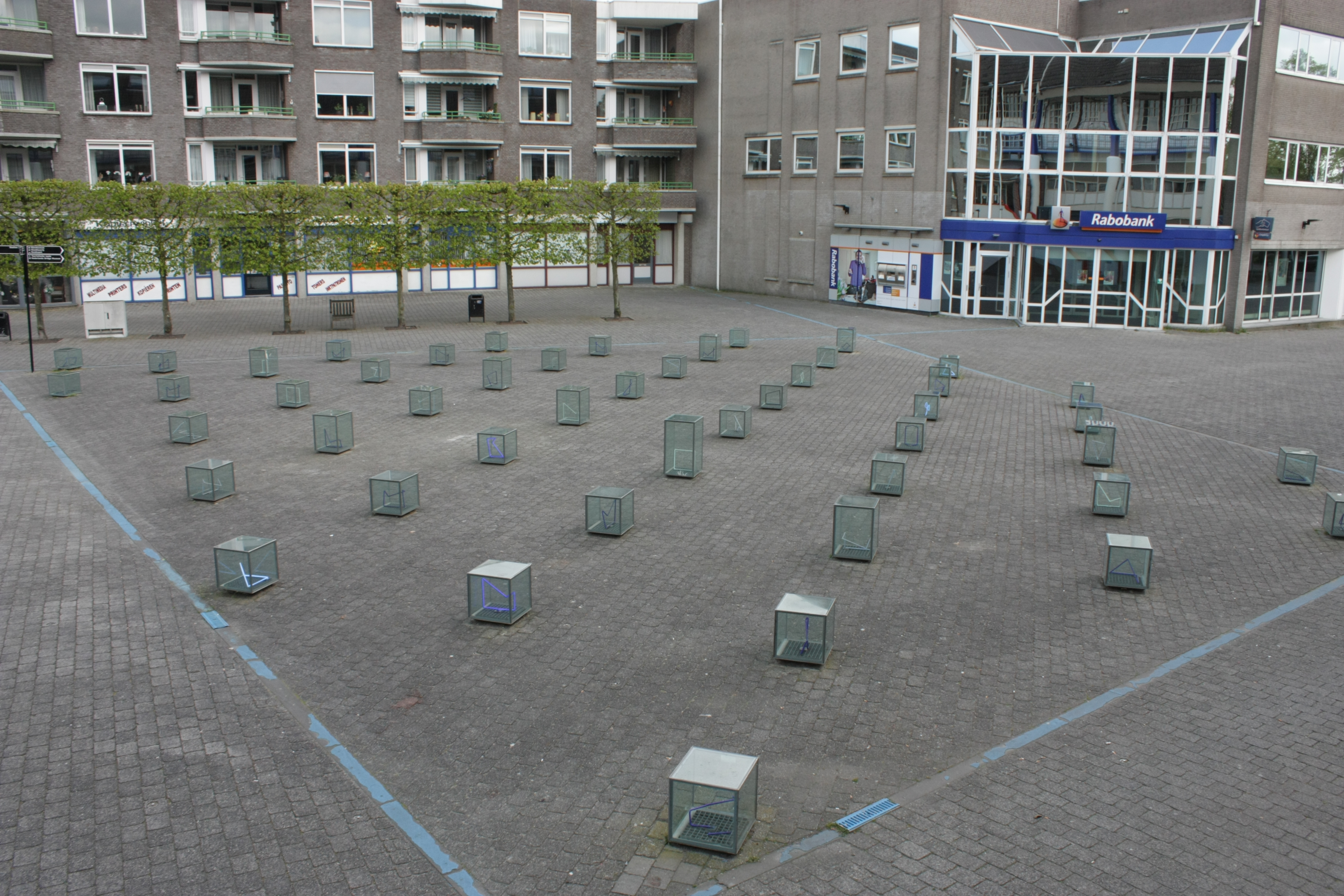
Plein voor gemeentehuis met glazen kubussen